# Anna Watkins
Anna Rose Watkins (nacida Anna Rose Bebington, Leek, 13 de febrero de 1983) es una deportista británica que compitió en remo.
Participó en dos Juegos Olímpicos de Verano, obteniendo dos medallas, bronce en Pekín 2008 y oro en Londres 2012, en la prueba de doble scull.
Ganó cuatro medallas en el Campeonato Mundial de Remo entre los años 2007 y 2011.

## Palmarés internacional
| Juegos Olímpicos   | Juegos Olímpicos          | Juegos Olímpicos  | Juegos Olímpicos |
| Año                | Lugar                     | Medalla           | Prueba           |
| ------------------ | ------------------------- | ----------------- | ---------------- |
| 2008               | Pekín (China)             | Medalla de bronce | Doble scull      |
| 2012               | Londres (Reino Unido)     | Medalla de oro    | Doble scull      |
| Campeonato Mundial |                           |                   |                  |
| Año                | Lugar                     | Medalla           | Prueba           |
| 2007               | Múnich (Alemania)         | Medalla de bronce | Doble scull      |
| 2009               | Poznań (Polonia)          | Medalla de plata  | Doble scull      |
| 2010               | Cambridge (Nueva Zelanda) | Medalla de oro    | Doble scull      |
| 2011               | Bled (Eslovenia)          | Medalla de oro    | Doble scull      |